# Billy Madison – A dilidiák
A Billy Madison – A dilidiák (Billy Madison) 1995-ös amerikai filmvígjáték, melyet Tamra Davis rendezett.
A főszerepben Adam Sandler, Bradley Whitford, Bridgette Wilson, Norm Macdonald és Darren McGavin látható. A filmet Sandler és Tim Herlihy írta, Robert Simonds produceri segédletével. A 10 millió dollárból készült film világszerte 26,4 millió dolláros bevételt termelt és első helyezést ért el jegyeladások terén a mozikban. Ennek ellenére a kritikusok többsége negatívan fogadta.

## Cselekmény
A huszonhét éves Billy az örököse apja, Brian Fortune 500-as szállodaláncának. A fiatal férfi szabadidejét iszogatással, henyéléssel és képzeletbeli pingvinjének társaságában tölti családja birtokán. Miután Billy tönkreteszi apja egyik üzleti vacsoráját, Brian belátja, hogy fia nem alkalmas az örökség felelősségteljes kezelésére. Örököséül ezért üzlettársát, Eric Gordont jelöli meg. Amikor Billy megtudja, hogy csak a megvesztegetett tanárainak köszönhetően végezhette el az iskolát, üzletet ajánl apjának: kéthetes turnusokban kijárja mind a tizenkét osztályt, így bizonyítva rátermettségét a cégvezetéshez.
Az iskolában Billy vonzódni kezd fiatal tanárnőjéhez, Veronica Vaughn-hoz, aki eleinte levegőnek nézi a férfit. Billy sikeresen elvégzi az első két osztályt, a harmadikosok között pedig népszerűvé válik, mivel kiáll egyik osztálytársa és új barátja, Ernie mellett. Billy fejlődése aggasztja Ericet és zsarolással a saját oldalára állítja Max Anderson iskolaigazgatót. Ericnek ugyanis fotói vannak arról, hogy a férfi korábban maszkos birkózó volt és véletlenül megölte egyik ellenfelét a ringben.
Brian felfüggeszti a fiával kötött megállapodást és Ericet nevezi meg utódjául. Billy bánatában visszatér korábbi, gondtalan életstílusához. Veronica támogatásának köszönhetően mégis folytatja a tanulást és osztálytársai is meggyőzik az igazgatót, ne hagyja zsarolni magát. Brian ad még egy esélyt fiának, de Eric perel fenyegeti meg, ha megszegi korábbi ígéretét. Billy kihívja Ericet egy tízpróbára, melynek tétje a cég vezetése.
Mindkét férfi jól teljesít különböző területeken, de Billy egypontos előnyre tesz szert a döntő feladat, egy műveltségi teszt előtt. Billy elrontja a választ, ezért Eric kerül előnyös helyzetbe. Egy üzleti etikával kapcsolatos kérdést kap, melyre a gátlástalan üzletember nem tudja a választ és idegösszeomlást kap. Fegyvert szegez Billyre, ám Max lefegyverzi a támadót. Eric ezután Veronicát próbálja megölni, viszont a fegyvermániás és bomlott elméjű Danny McGrath (Billy egyik volt osztálytársa, akitől korábban Billy bocsánatot kért, amiért gyerekként bántalmazta őt) ártalmatlanná teszi Ericet.
A ballagási ünnepség után Billy bejelenti, hogy a cég vezetését, Carl Alphonse-ra, apja egyik megbízható és becsületes üzlettársára bízza. Megosztja tervét is, miszerint főiskolára megy és tanár lesz belőle.

## Szereplők
| Színész          | Szerep                | Magyar hang   |
| ---------------- | --------------------- | ------------- |
| Adam Sandler     | Billy Madison         | Kaszás Gergő  |
| Darren McGavin   | Brian Madison         | Szabó Ottó    |
| Bridgette Wilson | Veronica Vaughn       | Juhász Judit  |
| Bradley Whitford | Eric Gordon           | Kassai Károly |
| Josh Mostel      | Max Anderson igazgató | Gruber Hugó   |
| Norm MacDonald   | Frank                 | Tóth Sándor   |
| Mark Beltzman    | Jack                  | Kocsis György |
| Larry Hankin     | Carl Alphonse         | Szuhay Balázs |
| Theresa Merritt  | Juanita               | Mányai Zsuzsa |
| Jim Downey       | igazgató              | Harmath Imre  |
| Hrant Alianak    | Pete                  | Végh Ferenc   |
| Dina Platias     | Ms. Lippy             | Rák Kati      |
| Robert Smigel    | Mr. Oblaski           | Mikula Sándor |
| Steve Buscemi    | Danny McGrath         |               |
| Chris Farley     | buszsofőr             | Bata János    |
| Greg Valcov      | A pingvin             |               |

## Fordítás
- Ez a szócikk részben vagy egészben  a   Billy Madison című angol Wikipédia-szócikk fordításán alapul.  Az eredeti cikk szerkesztőit annak laptörténete sorolja fel. Ez a jelzés csupán a megfogalmazás eredetét és a szerzői jogokat jelzi, nem szolgál a cikkben szereplő információk forrásmegjelöléseként.